# Sphaerolaimus polaris
Sphaerolaimus polaris är en rundmaskart som först beskrevs av Nikolai Nikolaievich Filipjev 1946.  Sphaerolaimus polaris ingår i släktet Sphaerolaimus och familjen Sphaerolaimidae. Inga underarter finns listade i Catalogue of Life.